# Anidride fosforosa
L'anidride fosforosa è un ossido del fosforo, nel quale il fosforo si trova allo stato di ossidazione + 3. Si ottiene bruciando il fosforo in difetto di aria (e quindi di ossigeno), in totale assenza di umidità:
{\displaystyle {\ce {P4 \ + \ 3O2 -> P4O6}}}
Sebbene il termine chimicamente più corretto per denominare l'anidride fosforosa P4O6 sia esaossido di tetrafosforo, viene molto più spesso utilizzato il nome triossido di difosforo che fa riferimento alla formula minima P2O3 di questa anidride.
L'anidride fosforosa è l'anidride dell'acido fosfonico H2PHO3 (un tempo detto acido fosforoso), cui dà luogo mediante reazione con l'acqua:
{\displaystyle {\ce {P4O6 \ + \ 6H2O -> 4H2PHO3}}}
L'anidride fosforosa ha una struttura molto simile a quella dell'adamantano: i quattro atomi di fosforo sono ibridati {\displaystyle sp^{3}} e si trovano ai vertici di un ideale tetraedro. Essi sono uniti tra loro dai sei atomi di ossigeno che sono disposti a ponte tra gli atomi di fosforo: ogni atomo di fosforo è, infatti, legato da tre ponti.
Questa struttura lascia una coppia di elettroni non condivisa su ciascun atomo di fosforo. Questi quattro doppietti elettronici possono dare luogo fino a quattro ulteriori legami con l'ossigeno: si ottiene così l'anidride fosforica P4O10.
{\displaystyle {\ce {P4O6 \ + \ 2O2 -> P4O10}}}
Questa reazione di ossidazione ha luogo anche all'aria: è per questo che l'anidride fosforosa, se lasciata all'aria, tende spontaneamente ad ossidarsi ad anidride fosforica.

## Altri ossidi del fosforo
Oltre all'anidride fosforosa (composto nel quale tutti gli atomi di fosforo hanno numero d'ossidazione + 3 e, quindi, il doppietto elettronico non condiviso) e all'anidride fosforica (con tutti gli atomi di fosforo nello stato d'ossidazione + 5 e, quindi, con il doppietto elettronico impiegato nel legame P=O), esistono anche altri ossidi del fosforo a stati d'ossidazione misti, in cui alcuni atomi di fosforo hanno numero d'ossidazione + 3 ed altri + 5: